# Japan Ice Hockey League 1978/79
Die Saison 1978/79 war die 13. Spielzeit der Japan Ice Hockey League, der höchsten japanischen Eishockeyspielklasse. Meister wurden zum insgesamt sechsten Mal in der Vereinsgeschichte die Seibu Prince Rabbits. Topscorer mit 41 Punkten wurde Darryl Sutter vom Iwakura Ice Hockey Club.

## Modus
In der Regulären Saison absolvierte jede der sechs Mannschaften insgesamt 20 Spiele. Der Erstplatzierte nach der Regulären Saison wurde Meister. Für einen Sieg erhielt jede Mannschaft zwei Punkte, bei einem Unentschieden einen Punkt und bei einer Niederlage null Punkte.

## Reguläre Saison

### Tabelle
|    | Team                                | GP | W  | L  | T | GF  | GA  | Pts |
| -- | ----------------------------------- | -- | -- | -- | - | --- | --- | --- |
| 1. | Seibu Prince Rabbits                | 20 | 14 | 3  | 3 | 88  | 43  | 31  |
| 2. | Kokudo Ice Hockey Club              | 20 | 13 | 4  | 3 | 80  | 54  | 29  |
| 3. | Iwakura Ice Hockey Club             | 20 | 13 | 7  | 0 | 94  | 71  | 26  |
| 4. | Ōji Eagles                          | 20 | 10 | 7  | 3 | 101 | 66  | 23  |
| 5. | Furukawa Ice Hockey Club            | 20 | 2  | 16 | 2 | 42  | 102 | 6   |
| 6. | Jūjō Papaer Kushiro Ice Hockey Club | 20 | 2  | 17 | 1 | 46  | 115 | 5   |

GP = Spiele, W = Siege, L = Niederlagen, T = Unentschieden

### Topscorer
Abkürzungen: T = Tore, A = Assists, P = Punkte
|     | Spieler           | Team              | T  | A  | P  |
| --- | ----------------- | ----------------- | -- | -- | -- |
| 1.  | Darryl Sutter     | Iwakura           | 28 | 13 | 41 |
| 2.  | Takao Hikigi      | Ōji               | 10 | 24 | 34 |
| 3.  | Minoru Itoh       | Iwakura Jönköping | 14 | 19 | 33 |
| 4.  | Hideo Sakurai     | Iwakura           | 9  | 19 | 28 |
| 5.  | Yoshio Hoshino    | Kokudo            | 9  | 15 | 24 |
| 7.  | Sadaki Honma      | Ōji               | 18 | 5  | 23 |
| 7.  | Masahiro Nakajima | Seibu             | 15 | 8  | 23 |
| 7.  | Osamu Wakabayashi | Seibu             | 12 | 11 | 23 |
| 10. | Tsuyoshi Azuma    | Oji               | 14 | 8  | 22 |

## Auszeichnungen
- Most Valuable Player – Osamu Wakabayashi, Seibu Prince Rabbits
- Rookie of the Year – Yuji Sugai, Kokudo Ice Hockey Club

## All-Star-Team
| Tor          | Minoru Misawa (Seibu)     | Minoru Misawa (Seibu)     | Minoru Misawa (Seibu)   | Minoru Misawa (Seibu)     | Minoru Misawa (Seibu)     | Minoru Misawa (Seibu)     |
| Verteidigung | Hiroshi Hori (Seibu)      | Hiroshi Hori (Seibu)      | Hiroshi Hori (Seibu)    | Kazuma Tonozaki (Iwakura) | Kazuma Tonozaki (Iwakura) | Kazuma Tonozaki (Iwakura) |
| Sturm        | Osamu Wakabayashi (Seibu) | Osamu Wakabayashi (Seibu) | Yoshio Hoshino (Kokudo) | Yoshio Hoshino (Kokudo)   | Minoru Itoh (Iwakura)     | Minoru Itoh (Iwakura)     |